# Kopparige, Sagar
Kopparige là một làng thuộc tehsil Sagar, huyện Shimoga, bang Karnataka, Ấn Độ.